# Rock alternativ

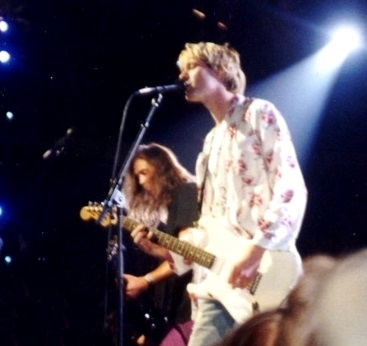
Nirvana

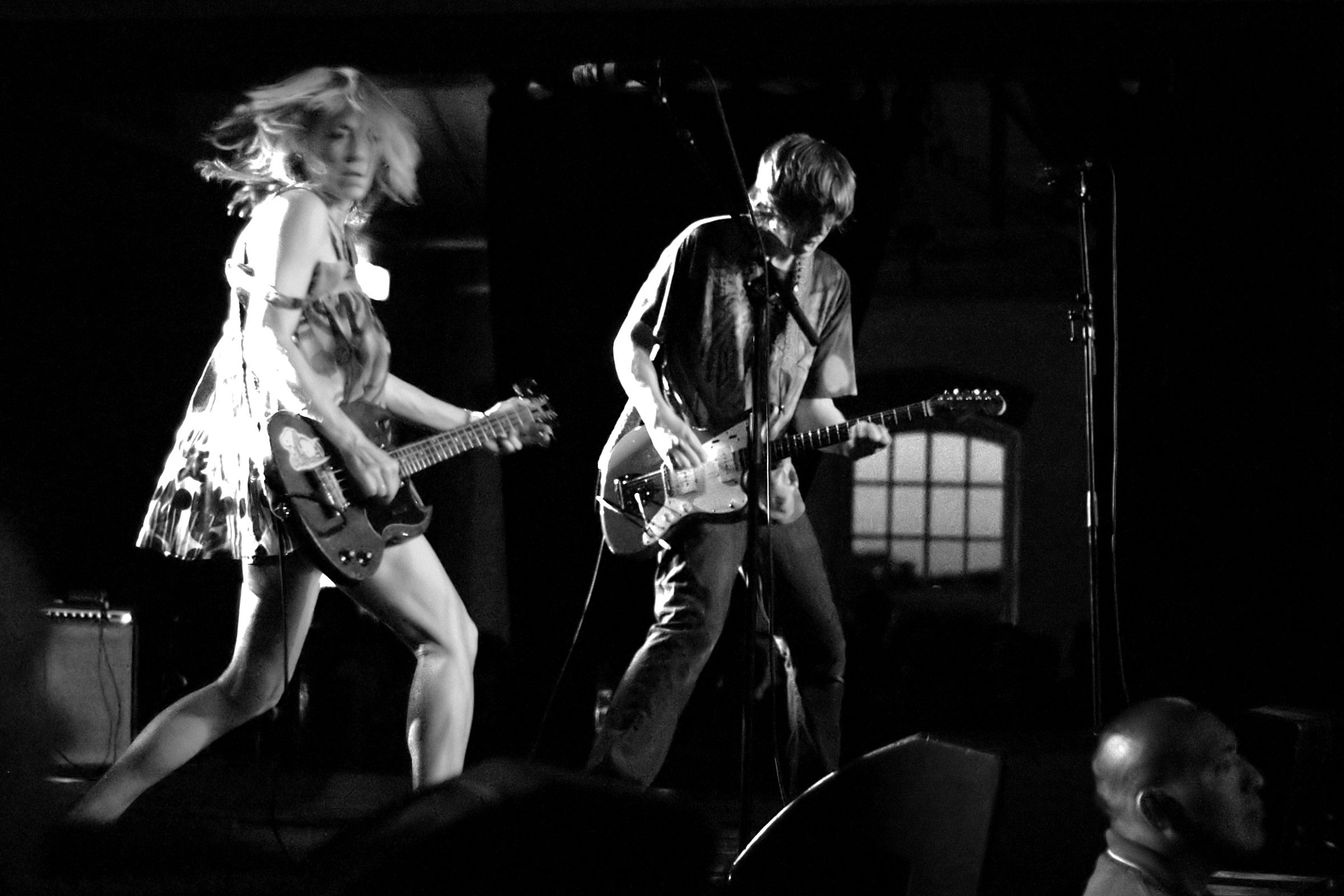
Sonic Youth

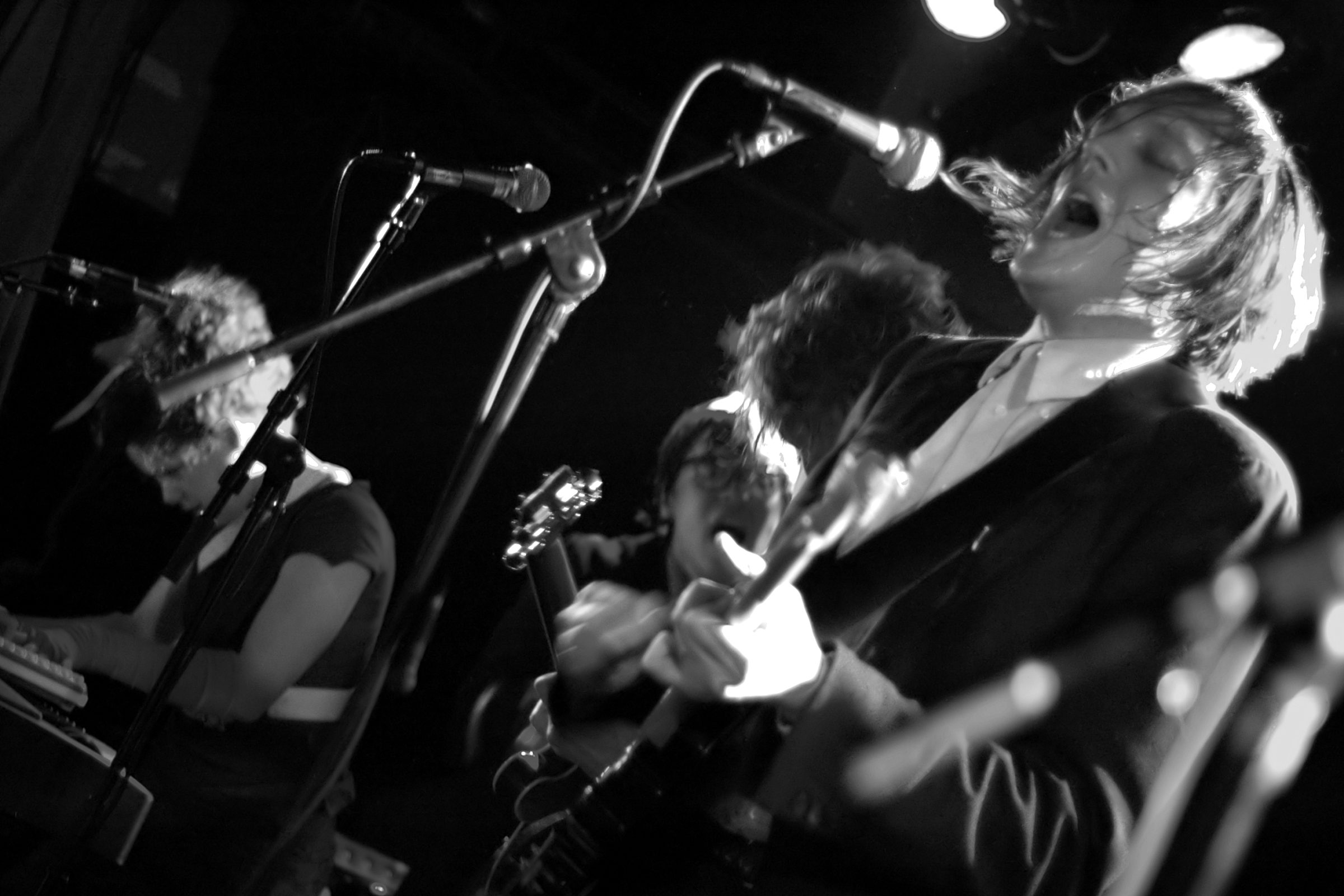
Arcade Fire

Rock-ul alternativ (Alternative rock; numit și muzică alternativă, alt-rock sau simplu alternative) este un gen al muzicii rock, apărut în anii 1980 și devenit pe larg popular în anii 1990. Ca gen muzical rock-ul alternativ este alcătuit din mai multe subgenuri care au luat naștere pe scena muzicii independente începând din 1980, precum grunge, britpop, gothic rock și indie pop. Aceste subgenuri sunt unificate prin tributul lor față de stilul punk rock, care a pus bazele muzicii alternative in anii '70. Uneori, "rock alternativ" a fost folosit ca un termen general pentru muzica underground din anii '80, și toată muzica născută din punk rock (inclusiv punk-ul însuși, New Wave, și post-punk). Chiar dacă acest gen este considerat a fi rock, unele din subgenurile sale sunt influențate de muzica folk, reggae, muzica electronică sau jazz.
În timp ce puțini artiști, precum R.E.M. și The Cure au avut succes comercial și au fost recunoscuți la scară largă, multe formații de rock alternativ în anii 1980 își înregistrau creațiile cu ajutorul caselor de discuri independente și erau popularizate prin transmiterea muzicii lor la radio sau prin gura lumii. Odată cu succesul înregistrat de Nirvana și mișcările grunge și britpop la începutul anilor 1990 rock-ul alternativ a intrat pe scena muzicii și astfel multe formații au avut succes.

## Termenul "alternative rock"

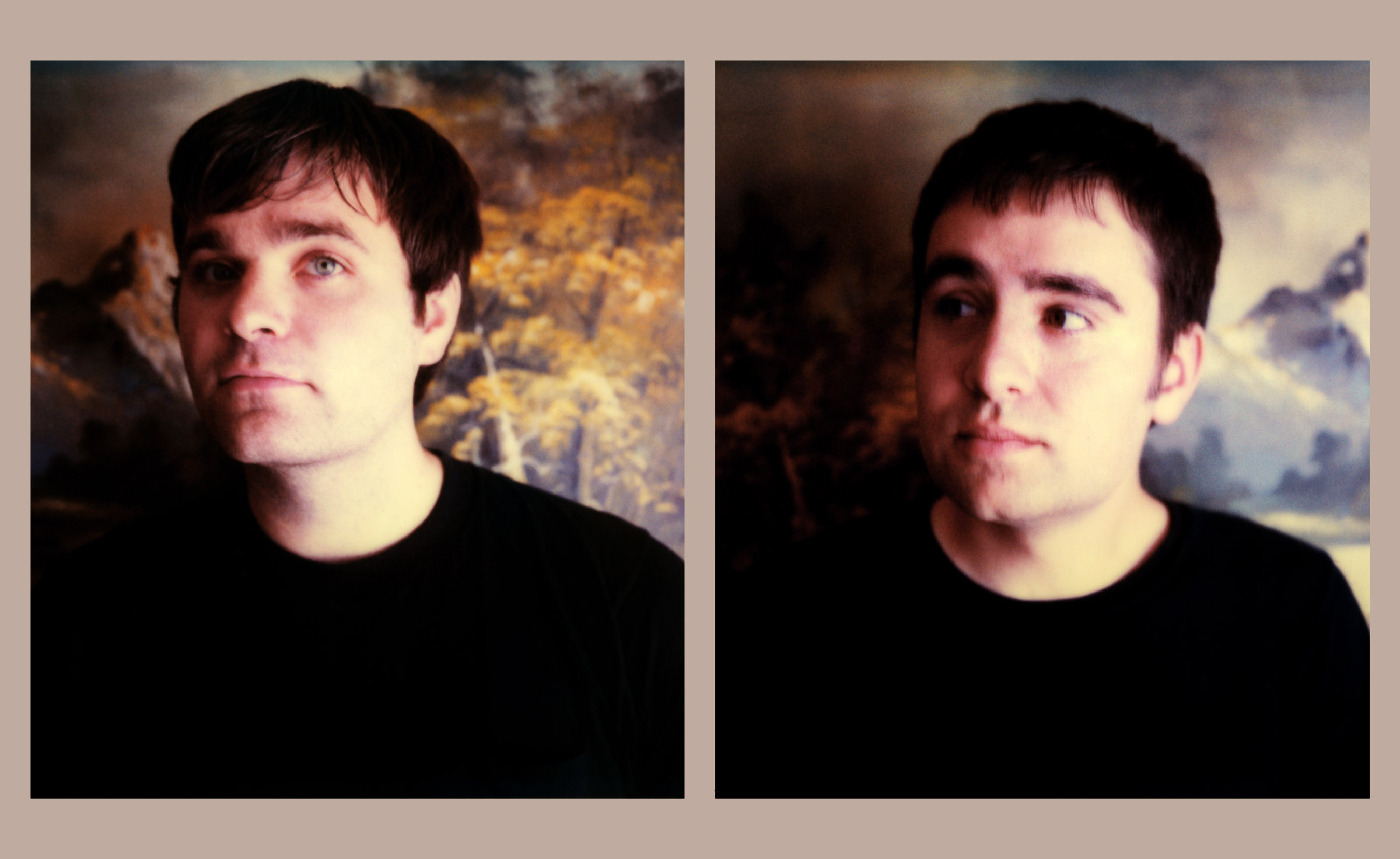
The Postal Service

Înainte ca  "alternative rock" să fie folosit în mod comun la începutul anilor '90, genul muzical la care se referă era cunoscut sub o mulțime de denumiri. In 1979 Terry Tolkin a folosit termenul "alternative music" ("muzică alternativă") pentru a descrie formațiile despre care scria. "College rock" ("rock studențesc") era folosit în Statele Unite pentru a descrie muzica anilor '80, din cauza legăturilor sale cu rețeaua de stații radio din campusuri și cu preferințele studenților. În Regatul Unit, zeci de case de discuri de genul "do-it-yourself" au apărut ca rezultat al subculturii punk. După spusele unui fondator al unei astfel de case de discuri, și anume Cherry Red, revistele NME și Sounds au început să publice topuri numite "topuri alternative", bazate pe numărul de  vânzări. Primul clasament la nivel național, bazat de numărul de discuri distribuite, intitulat Indie Chart, a fost publicat în ianuarie 1980; imadiat și-a atins scopul de a ajuta casele de discuri. La acea vreme, termenul "indie" era folosit pentru a descrie muzica distribuită independent. În jurul lui 1985, deja ajunsese sa definească altceva, mai precis un gen de muzică de sine stătător, sau un grup de subgenuri, mai degrabă decât simpla distribuție independentă.
Folosirea denumirii de "alternativ" pentru a descrie rock-ul își are originile la mijlocul anilor '80; la acea vreme, denumirile din industria muzicală pentru muzica avangardistă erau "new music" ("muzică nouă") și "post modern", indicând noutatea, respectiv tendința de a oferi noi contexte vechilor sunete. Persoanele care au lucrat ca DJ-i și promotori în anii '80 susțin că termenul își are originile în  muzica stațiilor radio FM americane din anii '70, care au jucat rolul unei alternative mai progresiste față de formatele "Top 40", prin transmiterea melodiilor mai lungi și oferind DJ-ilor mai multa libertate în selecția muzicii. După spusele unui fost DJ și promotor, "cumva acest termen de 'alternativ' a fost redescoperit și redefinit de radiourile studențești în anii '80, fiind aplicat muzicii post-punk, indie, sau oricărui gen de muzică underground". La început, se referea intenționat la artiștii rock independenți care nu erau influențați de "baladele heavy metal, curentul new wave rarefiat" și "hit-urile dance pline de energie".  După cum avea să urmeze, această expresie avea să cuprindă genurile New Wave, muzica pop, punk rock, post-punk, noise rock, și ocazional rock indie, toate acestea putând fi găsite în repertoriul radiourilor comerciale "alternative" americane din acea vreme, precum KROQ-FM, din Los Angeles. Denumirea "alternativ" a câștigat chiar mai multă popularitate datorită succesului festivalului Lollapalooza, pentru care fondatorul festivalului si totodată liderul formației Jane's Addiction, Perry Farrell, a definit termenul "Alternative Nation" ("Națiune Alternativă"). La sfârșitul anilor '90, definiția s-a îngustat din nou. În 1997, Neil Strauss de la  The New York Times definea alternative rock-ul ca "rock cu o latura 'hard', distins prin acorduri de chitară 'fragile', inspirate de anii '70.".

## Caracteristici

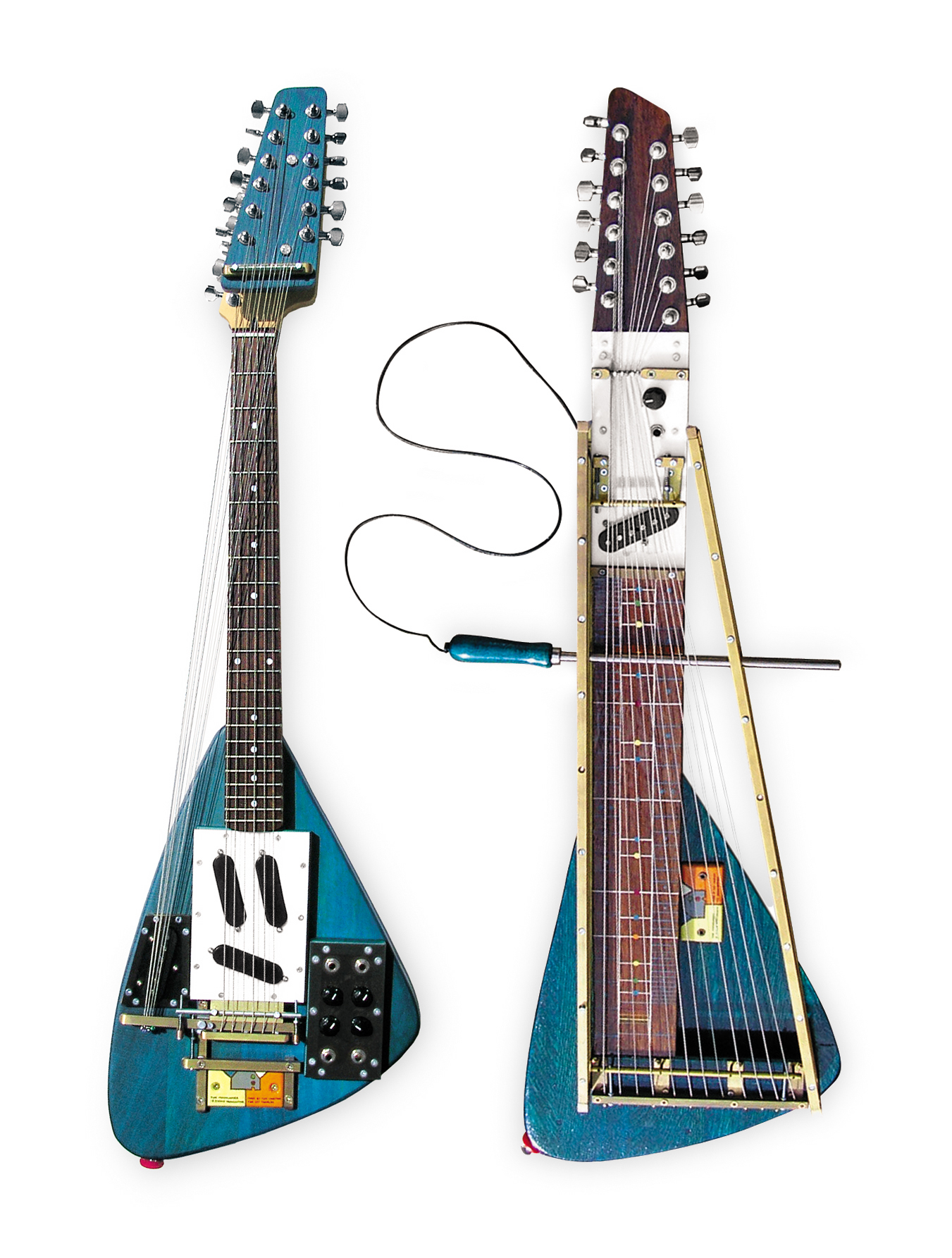
Moonlander, Lee Ranaldo, Sonic Youth & Moodswinger, Liars

"Rock alternativ" este, esențial, un termen general pentru muzica underground music născută în zorii punk rock-ului, la mijlocul anilor '80. În decursul istoriei sale, acesta s-a definit predominant din cauza respingerii comercialismului muzicii de succes. Formațiile alternative ale anilor '80 cântau, în general, în cluburi mici, înregistrau pentru case de discuri independente și se popularizau prin gura lumii. Asftel, nu există un stil muzical bine definit pentru rock-ul alternativ pe ansamblu. Sunetele variază de la acelea "murdare" ale genului grunge până la sonorul sumbru al gothic rock-ului, și de "revivalism-ul" chitarelor genului Britpop până la falsitatea stilului de a cânta al twee pop-ului. Mai des decât în alte tipuri de rock, de la intrarea rock-ului pe scena muzicii de succes, în anii '70, versurile acestui gen muzical tind să se refere la subiecte de natură socială, precum abuzul de droguri, depresia, și ecologie. Atracția către aceste versuri s-a dezvoltat ca o reflecție asupra greutăților financiare și sociale din Statele Unite și Regatul Unit, din anii '80 și începutul anilor '90.

## Influențe
- Punk rock
- Post punk
- New Wave
- Hardcore punk

## Stiluri
| - Alternative dance - Alternative metal - Baggy - Britpop - C86 - Christian alternative rock - College rock - Dream pop - Dunedin Sound - Geek rock - Gothabilly - Gothic rock - Grebo - Grunge - Indie pop - Indie rock - Indietronica | - Industrial rock - Jangle pop - Lo-fi - Madchester - Math rock - Noise pop - Noise rock - Paisley Underground - Post-grunge - Post-rock - Post-punk revival - Psychobilly - Riot Grrrl - Sadcore - Shoegazing - Space rock - Twee pop |  |